# Marca del Nord

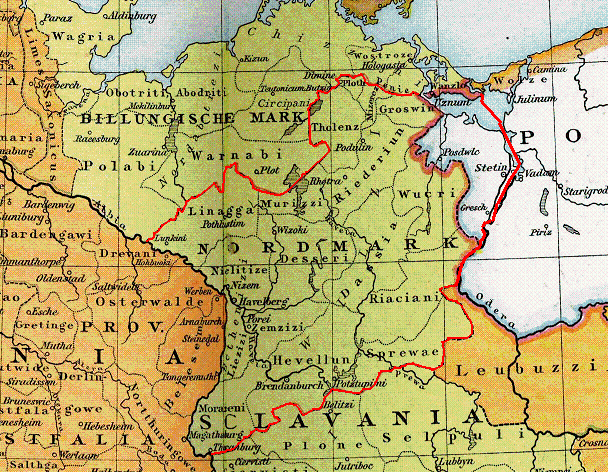
Marca dels billungs o obotrites, marca del Nord i marca de Lusàcia el 983.

La Marca del Nord —Nordmark en alemany— va ser una jurisdicció feudal creada a partir de la divisió de la vasta Marca Geronis l'any 965. Al principi comprenia el terç nord de la Marca (que correspon aproximadament a l'actual estat de Brandenburg) i va formar part de l'organització territorial de les zones conquerides als wends. Una rebel·lió el 983 dels luticis va revertir el control alemany sobre la regió fins a l'establiment de la Marca de Brandenburg per Albert l'Ós, al segle xii.

## Fons eslau
La Marca del Nord va ser establerta en territori conegut en l'antiguitat com Magna Germania, que arribava fins al riu Vístula. Durant el període de la migració, molts pobles germànics van començar a emigrar cap a la frontera romana. Al nord-est van ser reemplaçats principalment pels pobles eslaus (velets, més tard lutici). Els eslaus eren certament ja a l'àrea de Brandenburg vers el 720, després de l'arribada dels àvars a Europa. Aquests eslaus havien arribat a través de Moràvia, on havien arribat a mitjans del segle setè. Les restes dels germànics semnoni (semnons) van ser absorbits per aquests grups eslaus.
El grup de persones que es van establir al riu Spree es coneixia com a Sprevani. Es van instal·lar a l'est de la línia formada pels rius Havel i el Nuthe, en les actuals regions de Barnim i Teltow. Van construir la seva fortalesa principal en la confluència del riu Spree i Dahme, a Köpenick. Els Hevelli vivien a l'oest d'aquesta línia, en les actuals regions d'Havelland i Zauche. Van ser nomenats Habelli per l'antic nom germànic del riu "Habula" (Havel). El nom que es donaven a si mateixos era Stodoranie. Van construir la seva fortalesa principal a "Brenna" (modern Brandenburg). Els Hevelli també va construir una fortalesa destacada en el lloc actual de Spandau a Berlín. Els Sprevani i els Hevelli i no només van fer la guerra contra els alemanys, sinó també als seus veïns eslaus.

## Establiment i pèrdua, 965-983
Després de la guerra saxona del 808, Carlemany victoriós va donar a les tribus eslaves aliades (com els obotrites) part de les terres saxones entre l'Elba i el Mar Bàltic. Un període de silenci va seguir sobre la regió. Els bisbats de Brandenburg i Havelberg es van establir al voltant de 940 i es va iniciar la cristianització dels eslaus pagans.
Enric I d'Alemanya va conquerir Brandenburg el 928-929 i va imposar tribut a les tribus fins a l'Oder. En 948 el seu fill Otó I el Gran havia establert el control alemany sobre els molts pagans restants, que van ser referits col·lectivament com els eslaus o wends pels contemporanis. Assentaments eslaus com Brenna, Budišin (Bautzen) i Chotebuž (Cottbus) va quedar sota control alemany a través de la instal·lació de marcgravis. La funció principal de l'ofici de marcgravi era defensar i protegir les marques (districtes fronterers) del regne d'Alemanya. Després de la mort del marcgravi Gero o Geró el Gran el 965, la vasta col·lecció de territoris (una "super-marca") es va dividir per Otó en cinc unitats més petites. La Marca del Nord era una d'ells. Les altres eren la Marca Oriental de Saxònia (després marca de Lusàcia), Marca de Merseburg, la Marca de Meissen, i la Marca de Zeitz.

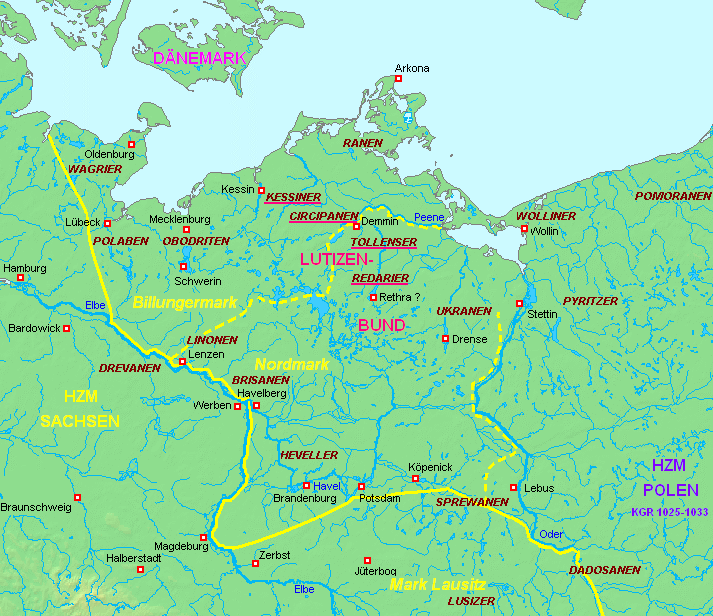
Tribus a les marques del Nord i Marca Billunga al temps de la rebel·lió dels luticis el 983

La rebel·lió dels 983, iniciada pels luticis, va donar lloc a una desestabilització de fet de les marques Nord i Billung així com els bisbats corresponents, encara que marcgravis titulars i bisbes van ser nomenats almenys nominalment. Fins al col·lapse de l'aliança lutícia (o liutícia) al mig del segle xi, l'expansió alemanya cap a la marca del Nord es va mantenir estancada i els wends l'est de l'Elba es van mantenir independents durant aproximadament 150 anys.

## Llista de marcgravis
- Dieteric, 965-983
- Lotari, 983-1003
- Werner, 1003-1009
- Bernat, 1009-1051
- Guillem, 1051-1056
- Otó, 1056-1057
- Lotari Udó I, 1056-1057
- Lotari Udó II, 1057-1082
- Enric I, 1082-1087
- Lotari Udó III, 1087-1106
- Rodolf I, 1106-1114
- Enric II, 1114-1128
- Udó IV, 1128-1130
- Rodolf II, 1130-1144